# Norra och Södra Mågsholmen
Norra Mågsholmen och Södra Mågsholmen är en ö i Finland. Den ligger i Skärgårdshavet och i kommunen Kimitoön i den ekonomiska regionen  Åboland i landskapet Egentliga Finland, i den sydvästra delen av landet. Ön ligger omkring 52 kilometer söder om Åbo och omkring 130 kilometer väster om Helsingfors.
Öns area är 1,62 kvadratkilometer och dess största längd är 2,4 kilometer i sydväst-nordöstlig riktning.

## Sammansmälta delöar
- Norra Mågsholmen 60°00′40″N 22°37′58″Ö / 60.01113°N 22.63288°Ö
- Södra Mågsholmen 60°00′24″N 22°37′09″Ö / 60.00672°N 22.61926°Ö

## Klimat
Inlandsklimat råder i trakten. Årsmedeltemperaturen i trakten är 5 °C. Den varmaste månaden är augusti, då medeltemperaturen är 17 °C, och den kallaste är februari, med −6 °C.